# Marcel Bonnafoux
Marcel Bonnafoux dit le commandant Marceau est un résistant français né à Anduze le 29 mars 1910 et mort au Vigan le 10 août 1944.
Fils d'une fileuse de soie et d'un employé du PLM, il devient décorateur à Nîmes. Il s'oppose au régime de Vichy et entre rapidement dans la résistance pour distribuer des tracts et inscrire des graffitis. Chef du Corps Franc du Maquis Aigoual-Cévennes, il est tué lors de l'attaque qu'il dirige face à la garnison allemande du Vigan.